# Intel P55
P55 – chipset, a właściwie układ logiki współpracujący z procesorami Intel Core i5 i Intel Core i7 serii 800. W procesorach Core i5 i Core i7 serii 800 intel umieścił kontroler magistrali PCI-Express i znany już z procesorów Core i7 serii 900 kontroler pamięci RAM DDR 3 (ale w przypadku nowych procesorów jedynie dwukanałowy. W takim stanie rzeczy istnienie oddzielnego mostka północnego i południowego przestało być potrzebne i Intel zastosował nowy układ - Platform Controller Hub – centrum kontroli urządzeń peryferyjnych. Realizuje on funkcje dotychczasowego mostka południowego (komunikacja z dyskami, obsługa urządzeń interfejsu USB 2.0, komunikacja z urządzeniami magistrali PCI-Express x1 itp.). P55 komunikuje się z procesorem za pomocą magistrali DMI o przepustowości 2 
GB/s.

## Kwestie ekonomiczne
Nowy układ jest prostszy i tańszy w produkcji niż chipset X58, a platforma P55 wraz z procesorami Core i5 i Core i7 serii 800 przeznaczona jest na niższy segment rynku.